# 列比亚日耶农村居民点
列比亚日耶农村居民点（俄语：Лебяженское сельское поселение）是俄罗斯联邦伏尔加格勒州卡梅申区所属的一个农村居民点。其下辖有4个居民点，行政中心为列比亚日耶。据2016年统计，该农村居民点的人口为1754人。